# Жинкин, Николай Владимирович
Николай Владимирович Жинкин (6 марта 1946, Гофицкое, Ставропольский край, РСФСР — 20 ноября 1991, Каракенд, НКАО, Азербайджан) — заместитель командующего Закавказским округом внутренних войск и военный комендант Нагорно-Карабахской автономной области, генерал-майор.

## Биография
Николай Жинкин родился 6 марта 1946 года в селе Гофицкое Петровского района Ставропольского края.
Заместитель командующего Закавказским округом внутренних войск и военный комендант Нагорно-Карабахской автономной области.

## Гибель
Находился на борту вертолёта № 72 внутренних войск МВД СССР Ми-8 сбитого армянскими вооружёнными силами в среду 20 ноября 1991 года в трёх километрах от села Каракенд в Нагорном Карабахе. Вертолёт направлялся из Агдама в карабахский райцентр Мартуни, где накануне произошли серьёзные столкновения между жителями города и населенного азербайджанцами пригорода Ходжавенд. Наблюдатели от России и Казахстана, работающие в НКАО в соответствии с Железноводским коммюнике, в сопровождении представителей руководства Азербайджана направлялись в Мартуни для ознакомления с осложнившейся в этом районе обстановкой.
Военнослужащих было положено хоронить по месту жительства, но Жинкин, не успел ещё обзавестись квартирой. Поэтому его похоронили по месту жительства родителей в селе Куршава Андроповского района Ставропольского края.
В 1992 году награждён орденом «За личное мужество» (посмертно).

## Память
- Именем Николая Жинкина названа улица в селе Куршава Андроповского района Ставропольского края.[1]
- Андрей Валентинович Терехов — Генерал